# Голос країни (одинадцятий сезон)
Голос країни (одинадцятий сезон): Перезавантаження —  українське вокальне талант-шоу виробництва «1+1 Продакшн».
Прем’єра відбулася 24 січня 2021 року о 21-й годині на телеканалі «1+1».

## Наосліп
| Випуск  | Тренери та їхні учасники                                       | Тренери та їхні учасники                                                     | Тренери та їхні учасники                                                | Тренери та їхні учасники                                      |
| Випуск  | Тіна Кароль                                                    | Олег Винник                                                                  | DOROFEEVA                                                               | Монатік                                                       |
| ------- | -------------------------------------------------------------- | ---------------------------------------------------------------------------- | ----------------------------------------------------------------------- | ------------------------------------------------------------- |
| 1       | Юлія Вітранюк                                                  | Андрій Кудінов                                                               | Ірина Ебралідзе Альона Левашева                                         | Тьома Паучек Володимир Хоменко Саша Таб                       |
| 2       | Nikita Lomakin Юлія Тимочко                                    | Богдан Муха Галина Куришко                                                   | Олександр Лім Ілля Рєзніков                                             | Олександра Ганапольська Євгенія Семьохіна Анастасія Буханцова |
| 3       | Міла Нітіч Олександр Тесленко Євгенія Фролова Саулє Жумабєкова | Анна Шері Сергій Нейчев                                                      | Гордій Старух                                                           | Олександр Біляк Марія Рак                                     |
| 4       | Віктор Нікіфоров Надія Мейхер                                  | дует «Folk Ladies» Роман Семенчук Сергій Коваленко Віталій Борисюк           |                                                                         | Рудольф Афіцерян Андрій Смерека Ірина Бояркіна                |
| 5       | Денис Калитовський Вікторія Гнатюк Яна Загоруйко               | Анна Бераіа Володимир Каверін                                                | Євген Шарманов Петро Чернишенко Андрій Науменко Влад Хохлан             | Любов Дробина                                                 |
| 6       | Денис Потреваєв Вікторія Брехар Mary Soddy Нарам Мумні         |                                                                              | Микита Леонтьєв Лаура Марті Ілля Ніколаєнко                             | Анна Гадоміч Аліса Стрига KOLA                                |
| 7       |                                                                | Андрій Діденко Ірина Шабан Костянтин Нікулін Ярина Малишняк Діляра Дідаркизи | Сергій Лазановський Катерина Субботова Ярина Гребеньовська Роман Вознюк | Катерина Гладій                                               |
| Загалом | 16                                                             | 16                                                                           | 16                                                                      | 16                                                            |

## Бої
| Випуск | №  | Учасники            | Учасники            | Учасники                | Учасники                | Пісня                  | Тренер      |
| ------ | -- | ------------------- | ------------------- | ----------------------- | ----------------------- | ---------------------- | ----------- |
| 08     | 1  | Тьома Паучек        | Тьома Паучек        | Ірина Бояркіна          | Ірина Бояркіна          | TDME                   | Монатік     |
| 08     | 2  | Гордій Старух       | Гордій Старух       | Катерина Субботова      | Катерина Субботова      | Creep                  | DOROFEEVA   |
| 08     | 3  | Нарам Мумні         | Нарам Мумні         | Олександр Тесленко      | Олександр Тесленко      | Crying in the Rain     | Тіна Кароль |
| 08     | 4  | Анна Шері           | Анна Шері           | Роман Семенчук          | Роман Семенчук          | Listen to Your Heart   | Олег Винник |
| 08     | 5  | KOLA                | KOLA                | Катерина Гладій         | Катерина Гладій         | Deep End               | Монатік     |
| 08     | 6  | Яна Загоруйко       | Яна Загоруйко       | Юлія Вітранюк           | Юлія Вітранюк           | Bitanga / Bosorkanya   | Тіна Кароль |
| 08     | 7  | Ярина Малишняк      | Ярина Малишняк      | Діляра Дідаркизи        | Діляра Дідаркизи        | When You Believe       | Олег Винник |
| 08     | 8  | Рудольф Афіцерян    | Рудольф Афіцерян    | Анастасія Буханцова     | Анастасія Буханцова     | Найти своих            | Монатік     |
| 08     | 9  | Ілля Рєзніков       | Ілля Рєзніков       | Роман Вознюк            | Роман Вознюк            | Кожної весни           | DOROFEEVA   |
| 08     | 10 | Денис Калитовський  | Денис Калитовський  | Віктор Нікіфоров        | Віктор Нікіфоров        | Любимка                | Тіна Кароль |
| 08     | 11 | Галина Куришко      | Галина Куришко      | Анна Бераіа             | Анна Бераіа             | Gorit                  | Олег Винник |
| 08     | 12 | Ілля Ніколаєнко     | Ілля Ніколаєнко     | Євген Шарманов          | Євген Шарманов          | Салют, Вера!           | DOROFEEVA   |
| 08     | 13 | Марія Рак           | Марія Рак           | Любов Дробина           | Любов Дробина           | Holding Out for a Hero | Монатік     |
| 08     | 14 | Андрій Науменко     | Андрій Науменко     | Ярина Гребеньовська     | Ярина Гребеньовська     | Rolling in the Deep    | DOROFEEVA   |
| 08     | 15 | дует «Folk Ladies»  | дует «Folk Ladies»  | Сергій Нейчев           | Сергій Нейчев           | Ой у гаю при Дунаю     | Олег Винник |
| 08     | 16 | Вікторія Брехар     | Вікторія Брехар     | Міла Нітіч              | Міла Нітіч              | Thriller               | Тіна Кароль |
| 09     | 1  | Євгенія Фролова     | Євгенія Фролова     | Денис Потреваєв         | Денис Потреваєв         | Неболей                | Тіна Кароль |
| 09     | 2  | Андрій Кудінов      | Андрій Кудінов      | Ірина Шабан             | Ірина Шабан             | Shallow                | Олег Винник |
| 09     | 3  | Євгенія Семьохіна   | Євгенія Семьохіна   | Володимир Хоменко       | Володимир Хоменко       | Closed on Sunday       | Монатік     |
| 09     | 4  | Сергій Лазановський | Сергій Лазановський | Микита Леонтьєв         | Микита Леонтьєв         | Тримай                 | DOROFEEVA   |
| 09     | 5  | Сергій Коваленко    | Сергій Коваленко    | Андрій Діденко          | Андрій Діденко          | Майже весна            | Олег Винник |
| 09     | 6  | Саулє Жумабєкова    | Саулє Жумабєкова    | Nikita Lomakin          | Nikita Lomakin          | Earned It              | Тіна Кароль |
| 09     | 7  | Олександр Біляк     | Олександр Біляк     | Анна Гадоміч            | Анна Гадоміч            | Torn                   | Монатік     |
| 09     | 8  | Петро Чернишенко    | Петро Чернишенко    | Влад Хохлан             | Влад Хохлан             | Спі соби сама          | DOROFEEVA   |
| 09     | 9  | Саша Таб            | Саша Таб            | Олександра Ганапольська | Олександра Ганапольська | Туда                   | Монатік     |
| 09     | 10 | Альона Левашева     | Альона Левашева     | Олександр Лім           | Олександр Лім           | Закрили твої очі       | DOROFEEVA   |
| 09     | 11 | Аліса Стрига        | Аліса Стрига        | Андрій Смерека          | Андрій Смерека          | Дим                    | Монатік     |
| 09     | 12 | Богдан Муха         | Богдан Муха         | Костянтин Нікулін       | Костянтин Нікулін       | Send Me an Angel       | Олег Винник |
| 09     | 13 | Mary Soddy          | Mary Soddy          | Вікторія Гнатюк         | Вікторія Гнатюк         | Горіла сосна           | Тіна Кароль |
| 09     | 14 | Ірина Ебралідзе     | Ірина Ебралідзе     | Лаура Марті             | Лаура Марті             | In the Shadows         | DOROFEEVA   |
| 09     | 15 | Віталій Борисюк     | Віталій Борисюк     | Володимир Каверін       | Володимир Каверін       | Вовчиця                | Олег Винник |
| 09     | 16 | Надія Мейхер        | Надія Мейхер        | Юлія Тимочко            | Юлія Тимочко            | Две звезды             | Тіна Кароль |

### Результати боїв
Учасник — вкрадений учасник у суперника
| Випуск  | Тренери та їхні учасники                                                | Тренери та їхні учасники                                             | Тренери та їхні учасники                                                               | Тренери та їхні учасники                                                  |
| Випуск  | Тіна Кароль                                                             | Олег Винник                                                          | DOROFEEVA                                                                              | Монатік                                                                   |
| ------- | ----------------------------------------------------------------------- | -------------------------------------------------------------------- | -------------------------------------------------------------------------------------- | ------------------------------------------------------------------------- |
| 08      | Денис Калитовський Нарам Мумні Юлія Вітранюк Міла Нітіч                 | Андрій Діденко Діляра Дідаркизи Галина Куришко Сергій Нейчев         | Гордій Старух Ілля Рєзніков Ілля Ніколаєнко Андрій Науменко                            | Тьома Паучек KOLA Анастасія Буханцова Любов Дробина Вікторія Брехар       |
| 09      | Денис Потреваєв Nikita Lomakin Вікторія Гнатюк Лаура Марті Юлія Тимочко | Андрій Кудінов Анна Шері Богдан Муха Катерина Гладій Віталій Борисюк | Євгенія Семьохіна Сергій Лазановський Петро Чернишенко Альона Левашева Ірина Ебралідзе | Володимир Хоменко Анна Гадоміч та Олександр Біляк Саша Таб Андрій Смерека |
| Загалом | 9                                                                       | 9                                                                    | 9                                                                                      | 9                                                                         |

## Нокаути
| Випуск | №                               | Учасники                     | Пісня       | Тренер |
| ------ | ------------------------------- | ---------------------------- | ----------- | ------ |
| 10     |                                 |                              |             |        |
| 1      | Тьома Паучек                    | Розпрягайте, хлопці, коні    | Монатік     |        |
| 2      | Андрій Смерека                  | idontwannabeyouanymore       | Монатік     |        |
| 3      | Любов Дробина                   | Show Me How You’re Burlesque | Монатік     |        |
| 4      | Анна Гадоміч та Олександр Біляк | Не йди                       | Монатік     |        |
| 5      | Володимир Хоменко               | Pray                         | Монатік     |        |
| 6      | Саша Таб                        | Sun Is Shining               | Монатік     |        |
| 7      | Вікторія Брехар                 | О тебе / Ветер надежды       | Монатік     |        |
| 8      | KOLA                            | Злива                        | Монатік     |        |
| 9      | Анастасія Буханцова             | Ніжно                        | Монатік     |        |
| 1      | Анна Шері                       | Bad Guy                      | Олег Винник |        |
| 2      | Діляра Дідаркизи                | Ноченька                     | Олег Винник |        |
| 3      | Сергій Нейчев                   | Jamaica                      | Олег Винник |        |
| 4      | Андрій Кудінов                  | Забери                       | Олег Винник |        |
| 5      | Віталій Борисюк                 | The Phantom of the Opera     | Олег Винник |        |
| 6      | Катерина Гладій                 | Shape of My Heart            | Олег Винник |        |
| 7      | Галина Куришко                  | Галина гуляла                | Олег Винник |        |
| 8      | Андрій Діденко                  | Relax, Take It Easy          | Олег Винник |        |
| 9      | Богдан Муха                     | Танцы на стёклах             | Олег Винник |        |

| Випуск | №                   | Учасники             | Пісня       | Тренер |
| ------ | ------------------- | -------------------- | ----------- | ------ |
| 11     |                     |                      |             |        |
| 1      | Гордій Старух       | У лісу               | DOROFEEVA   |        |
| 2      | Альона Левашева     | It's Raining Men     | DOROFEEVA   |        |
| 3      | Сергій Лазановський | Ой полечко поле      | DOROFEEVA   |        |
| 4      | Ілля Рєзніков       | Mamma Mia            | DOROFEEVA   |        |
| 5      | Андрій Науменко     | I'm a Man            | DOROFEEVA   |        |
| 6      | Ірина Ебралідзе     | If I Were a Boy      | DOROFEEVA   |        |
| 7      | Петро Чернишенко    | Wrecking Ball        | DOROFEEVA   |        |
| 8      | Євгенія Семьохіна   | Целовать другого     | DOROFEEVA   |        |
| 9      | Ілля Ніколаєнко     | Нино                 | DOROFEEVA   |        |
| 1      | Нарам Мумні         | Обійми               | Тіна Кароль |        |
| 2      | Денис Потреваєв     | Сияй                 | Тіна Кароль |        |
| 3      | Вікторія Гнатюк     | Роксолана            | Тіна Кароль |        |
| 4      | Денис Калитовський  | Lovely               | Тіна Кароль |        |
| 5      | Міла Нітіч          | Hush Hush            | Тіна Кароль |        |
| 6      | Юлія Вітранюк       | Випливало утєня      | Тіна Кароль |        |
| 7      | Лаура Марті         | I Put a Spell on You | Тіна Кароль |        |
| 8      | Nikita Lomakin      | Ты беспощадна        | Тіна Кароль |        |
| 9      | Юлія Тимочко        | Set Fire to the Rain | Тіна Кароль |        |

### Результати нокаутів
| Тренери та їхні учасники                                                | Тренери та їхні учасники                                                  | Тренери та їхні учасники                                                          | Тренери та їхні учасники                                         |
| Кароль                                                                  | Винник                                                                    | DOROFEEVA                                                                         | Монатік                                                          |
| ----------------------------------------------------------------------- | ------------------------------------------------------------------------- | --------------------------------------------------------------------------------- | ---------------------------------------------------------------- |
| Денис Калитовський Міла Нітіч Юлія Вітранюк Nikita Lomakin Юлія Тимочко | Діляра Дідаркизи Сергій Нейчев Андрій Кудінов Катерина Гладій Богдан Муха | Сергій Лазановський Ілля Рєзніков Андрій Науменко Ірина Ебралідзе Ілля Ніколаєнко | Тьома Паучек Володимир Хоменко Саша Таб KOLA Анастасія Буханцова |

## Прямі ефіри

### Чвертьфінал
| Випуск | №  | Учасники            | Пісня                     | Тренер      |
| ------ | -- | ------------------- | ------------------------- | ----------- |
| 12     | 1  | Андрій Науменко     | Seven Nation Army         | DOROFEEVA   |
| 12     | 2  | Ілля Ніколаєнко     | Жди меня                  | DOROFEEVA   |
| 12     | 3  | Ілля Рєзніков       | I Was Made for Lovin' You | DOROFEEVA   |
| 12     | 4  | Ірина Ебралідзе     | Hallelujah                | DOROFEEVA   |
| 12     | 5  | Сергій Лазановський | Черемшина                 | DOROFEEVA   |
| 12     | 6  | Катерина Гладій     | Вище неба                 | Олег Винник |
| 12     | 7  | Богдан Муха         | Bohemian Rhapsody         | Олег Винник |
| 12     | 8  | Діляра Дідаркизи    | Кукушка                   | Олег Винник |
| 12     | 9  | Андрій Кудінов      | Smells Like Teen Spirit   | Олег Винник |
| 12     | 10 | Сергій Нейчев       | Ти дочекайся мене         | Олег Винник |
| 12     | 11 | Тьома Паучек        | Impossible                | Монатік     |
| 12     | 12 | Саша Таб            | Дикі танці                | Монатік     |
| 12     | 13 | KOLA                | I See Red                 | Монатік     |
| 12     | 14 | Володимир Хоменко   | Juice                     | Монатік     |
| 12     | 15 | Анастасія Буханцова | Люди, як кораблі          | Монатік     |
| 12     | 16 | Юлія Тимочко        | All the Man That I Need   | Тіна Кароль |
| 12     | 17 | Nikita Lomakin      | Одинокая                  | Тіна Кароль |
| 12     | 18 | Денис Калитовський  | Watermelon Sugar          | Тіна Кароль |
| 12     | 19 | Юлія Вітранюк       | Квітка-душа               | Тіна Кароль |
| 12     | 20 | Міла Нитич          | Je Suis Malade            | Тіна Кароль |

### Півфінал
| Випуск | №                                                            | Тренер                                                       | Учасники                                                     | Запрошений гість                                             | Пісня |
| ------ | ------------------------------------------------------------ | ------------------------------------------------------------ | ------------------------------------------------------------ | ------------------------------------------------------------ | ----- |
| 13     |                                                              |                                                              |                                                              |                                                              |       |
| 1      | Монатік                                                      | Тьома Паучек                                                 | Гайтана                                                      | Два вікна                                                    |       |
| 2      | Монатік                                                      | KOLA                                                         | The Hardkiss                                                 | Make-Up                                                      |       |
| 3      | Тьома Паучек, KOLA та Монатік «Мріяти не шкідливо»           | Тьома Паучек, KOLA та Монатік «Мріяти не шкідливо»           | Тьома Паучек, KOLA та Монатік «Мріяти не шкідливо»           | Тьома Паучек, KOLA та Монатік «Мріяти не шкідливо»           |       |
| 4      | Тіна Кароль                                                  | Юлія Вітранюк                                                | Євгенія Власова                                              | Я - живая река                                               |       |
| 5      | Тіна Кароль                                                  | Юлія Тимочко                                                 | Друга Ріка                                                   | Так мало тут тебе                                            |       |
| 6      | Юлія Вітранюк, Юлія Тимочко та Тіна Кароль «Ты отпусти»      | Юлія Вітранюк, Юлія Тимочко та Тіна Кароль «Ты отпусти»      | Юлія Вітранюк, Юлія Тимочко та Тіна Кароль «Ты отпусти»      | Юлія Вітранюк, Юлія Тимочко та Тіна Кароль «Ты отпусти»      |       |
| 7      | DOROFEEVA                                                    | Ілля Ніколаєнко                                              | Alekseev                                                     | Пьяное солнце                                                |       |
| 8      | DOROFEEVA                                                    | Сергій Лазановський                                          | Сергій Бабкін                                                | Ще осінь зовсім молода                                       |       |
| 9      | Ілля Ніколаєнко, Сергій Лазановський та DOROFEEVA «Gorit»    | Ілля Ніколаєнко, Сергій Лазановський та DOROFEEVA «Gorit»    | Ілля Ніколаєнко, Сергій Лазановський та DOROFEEVA «Gorit»    | Ілля Ніколаєнко, Сергій Лазановський та DOROFEEVA «Gorit»    |       |
| 10     | Олег Винник                                                  | Катерина Гладій                                              | Kazka                                                        | Пісня сміливих дівчат                                        |       |
| 11     | Олег Винник                                                  | Сергій Нейчев                                                | Олександр Пономарьов                                         | Варто чи ні                                                  |       |
| 12     | Катерина Гладій, Сергій Нейчев та Олег Винник «Біла голубка» | Катерина Гладій, Сергій Нейчев та Олег Винник «Біла голубка» | Катерина Гладій, Сергій Нейчев та Олег Винник «Біла голубка» | Катерина Гладій, Сергій Нейчев та Олег Винник «Біла голубка» |       |

| Виконавець | Пісня        |
| ---------- | ------------ |
| DOROFEEVA  | «zavisimost» |
| Lida Lee   | «Пойми»      |

### Фінал
| Випуск        | №           | Тренер                           | Учасники            | Пісня |
| ------------- | ----------- | -------------------------------- | ------------------- | ----- |
| 14            |             |                                  |                     |       |
| Перша частина |             |                                  |                     |       |
| 1             | Монатік     | Тьома Паучек                     | Там, де нас нема    |       |
| 2             | Тіна Кароль | Юлія Тимочко                     | Вільна              |       |
| 3             | Олег Винник | Сергій Нейчев                    | My Heart Will Go On |       |
| 4             | DOROFEEVA   | Сергій Лазановський              | Люди                |       |
| Друга частина |             |                                  |                     |       |
| 5             | Монатік     | Монатік та Тьома Паучек          | Ти ж мене підманула |       |
| 6             | Тіна Кароль | Тіна Кароль та Юлія Тимочко      | Мальви              |       |
| 7             | DOROFEEVA   | DOROFEEVA та Сергій Лазановський | Два кольори         |       |
| Третя частина |             |                                  |                     |       |
| 8             | Тіна Кароль | Юлія Тимочко                     | Wonderful life      |       |
| 9             | DOROFEEVA   | Сергій Лазановський              | You Are The Reason  |       |